# Goran Vasilijević
Goran Vasilijević (født 27. august 1965) er en tidligere serbisk fodboldspiller.